# Ivan Iljics halála
Az Ivan Iljics halála Lev Tolsztoj először 1886-ban megjelent nagy sikerű kisregénye. Témája az ember belső küzdelme az elkerülhetetlen halállal egészen a megbékélésig. Tolsztoj irodalmában a betegség okozta haldoklás és annak ünnepélyes hangulatú leírása nem itt jelenik meg először. Az író az önző élet hiábavalóságát saját, egyedien vett keresztény felfogásából ítéli meg.

## Cselekménye
|  | Alább a cselekmény részletei következnek! |

„Ivan Iljics élete egyszerű, mindennapi és iszonyú volt.” Mint szentpétervári törvényszéki bíró, egy családos ember gondtalan életét éli, míg egy napon egy függöny felakasztása közben elesik és rejtélyes hasi fájdalma támad. Az eleinte jelentéktelen fájdalom lassan kínzóbbá válik. A hosszas orvosi kezelés nem használ, a tünetek egyre súlyosabbak lesznek, míg végül Ivan Iljicsnek szembe kell néznie a megfoghatatlan, ismeretlen, biztosan közeledő halállal.
Ivan Iljics meg van róla győződve, hogy nem érdemli meg lassú kínjait, hiszen helyesen élt, tehát a halálnak, ha jönnie is kell, gyorsnak és fájdalommentesnek kell lennie. Állapota beárnyékolja felesége gondtalanságát, aki nem vesz tudomást annak súlyosságáról, továbbra is estélyekre és operába jár, s úgy kezeli Ivan Iljicset, mintha csak lábadozna – ahelyett, hogy elfogadná, hogy férje haldoklik. Emiatt Ivan Iljics meggyűlöli saját családját, Geraszim nevű szolgájánál keres lelki nyugalmat, aki fáradhatatlanul szolgálja őt és mindvégig mellette van. Geraszimot nem rémíti a halál gondolata, képes együtt érezni és nem menekül egy haldokló társaságától. Ivan Iljics tisztelni kezdi őt, és elbizonytalanodik, ő maga rendes ember volt-e egész életében.
Utolsó napjai megvilágítják számára e kérdést, és megmutatják a különbséget hiú, felszínes, félelmekkel teli, és egy valóban helyesen élt élet között, mely mentes az előbb leírt tulajdonságoktól, és képessé teszi az embert a szánalomra és együttérzésre a szenvedők iránt. Életének utolsó, kiteljesedett pillanatában többé már nem gyűlöli családját, hanem sajnálja őket mint szenvedőket, akik képtelenek másként élni, mint képmutatásban. „Milyen boldogság!” – szól utoljára, és meghal.
|  | Itt a vége a cselekmény részletezésének! |

## Idézetek
- Ivan Iljics halála (Szőllősy Klára fordítása)

## Magyar fordításai
- Iljics Iván halála. Gróf Tolsztoj Leó regénye; ford. Szabó Endre, ill. Pataky László; „Könyves Kálmán” Magyar Irodalmi és Könyvkereskedelmi Rt., 1893 (A Könyves Kálmán regénytára)
- Iljics Iván halála; ford. Szabó Endre, ill. Richter Aurél; Corvina Ny., Bp., 1893 (Könyves Kálmán regénytára)
- Iljics Iván halála. Albert. Két elbeszélés; ford. Trócsányi Zoltán; Athenaeum, Bp., 1919 (Olcsó regény)
- Iljics Iván halála. Regény; Pegasus, Wien, 1920 k. (Modern regényírók)
- Iljics Iván halála és egyéb elbeszélések; ford. ifj. Pálóczi Horváth Lajos, Gellért Hugó, bev. Szini Gyula, ill. Zoltán Aranka, Zsengeri Rózsi; Gutenberg, Bp., 1929 (A Gutenberg Könyvkiadó Vállalat könyvei)
- Ivan Iljics halála; ford. Szőllősy Klára; Irodalmi, Bukarest, 1968
- Ivan Iljics halála. Teljes, gondozott szöveg; ford. Szőllősy Klára, szerk., sajtó alá rend., jegyz. Dukkon Ágnes; Raabe Klett, Bp., 1998 (Matúra Klasszikusok light)

## Fordítás
- Ez a szócikk részben vagy egészben  a   The_Death_of_Ivan_Ilyich című angol Wikipédia-szócikk ezen változatának fordításán alapul.  Az eredeti cikk szerkesztőit annak laptörténete sorolja fel. Ez a jelzés csupán a megfogalmazás eredetét és a szerzői jogokat jelzi, nem szolgál a cikkben szereplő információk forrásmegjelöléseként.